# Фаон і жінка з острова Лесбос, гідрія
Фаон і жінка з острова Лесбос, гідрія  (англ. Hydria with Phaon and the Women of Lesbos) — посудина для води з зображенням красеня Фаона (мінливого коханого поетеси Сафо) з якоюсь жінкою з острова Лесбос.

## Канва міфа
Фаон мав човен і був перевізником на острові Лесбос. Він був зморшкуватим, виснаженим і зовнішньо непривабливим. Але в долю перевізника втрутилась богиня. Афродіта попросила перевезти її, Фаон погодився і не взяв платні з привабливої жінки. Та в свою чергу віддячила йому дарунком мазі і пообіцяла йому добра, коли він змастить власне тіло цим засобом. Непривабливий Фаон змастив тіло і невдовзі перетворився на стрункого красеня-юнака. Тоді він зрозумів, що перевозив саму богиню Афродіту.

## Опис твору
Давньогрецькі вазописці нечасто звертались до сюжета з Фаоном. Відомо лише декілька ваз, де створені інтерпретації сюжета. Зазвичай це відтворення тої пори, коли страхітливий перевізник вже перетворився на красеня юнака. За легендарними переказами, коханням до юнака спалахнула поетеса Сафо, але Фаон не відповів їй взаємністю. З горя від нерозділеного кохання Сафо покінчила життя самогубством, кинувшись зі скелі у море  .
Вище згадана гідрія подає мінливого коханця поетеси Фаона у спілкуванні з якоюсь жінкою з строва Лесбос. Їх оточують умовні гілки дерева та крилатий божок кохання Ерот. Зворотній бік гідрії не має сюжетного живопису і на ньому відтворений орнамент з пальмет.

## Галерея образів у мистецтві

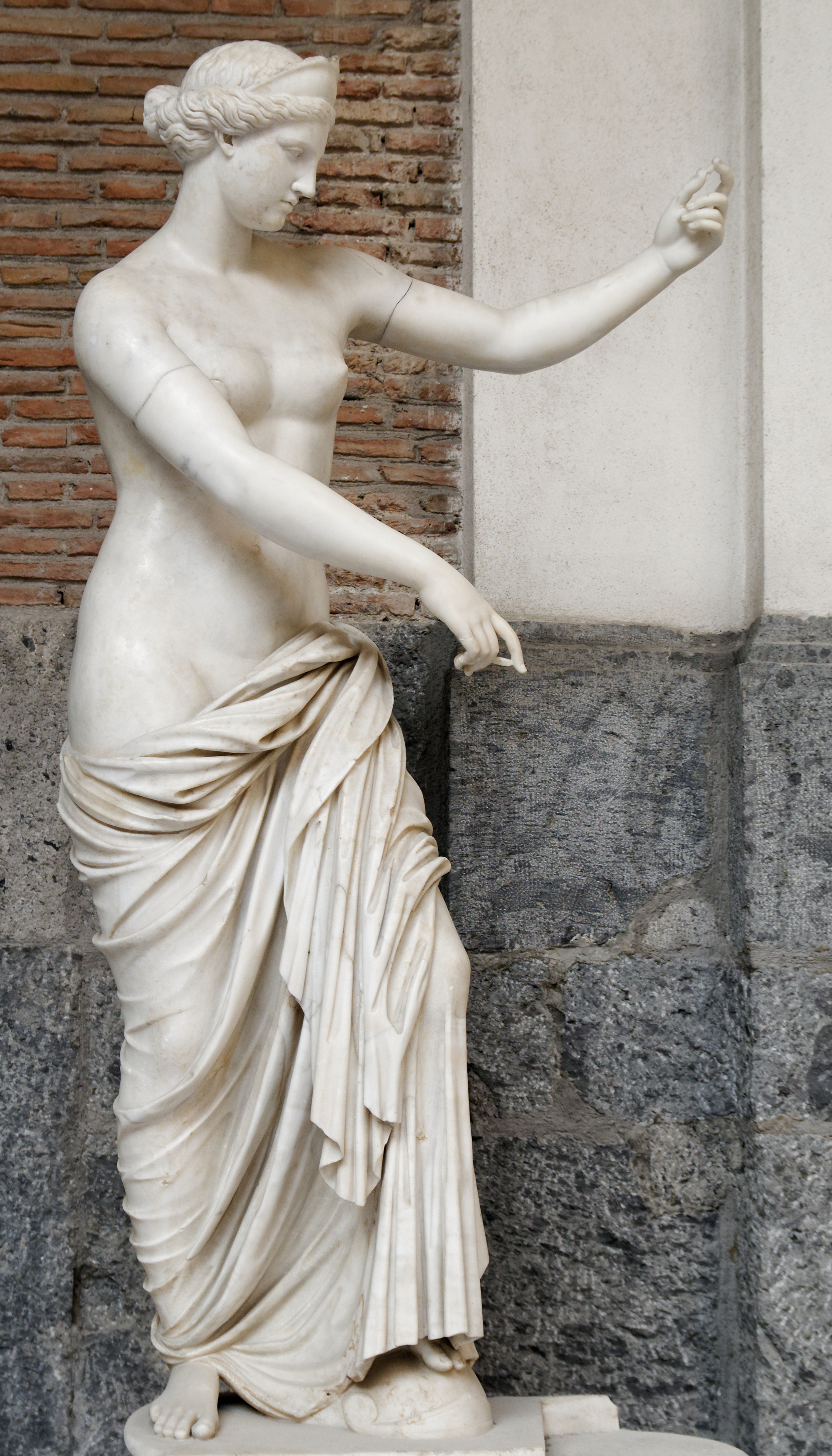
Афродіта з Капуї, римська копія з оригінала доби еллінізма
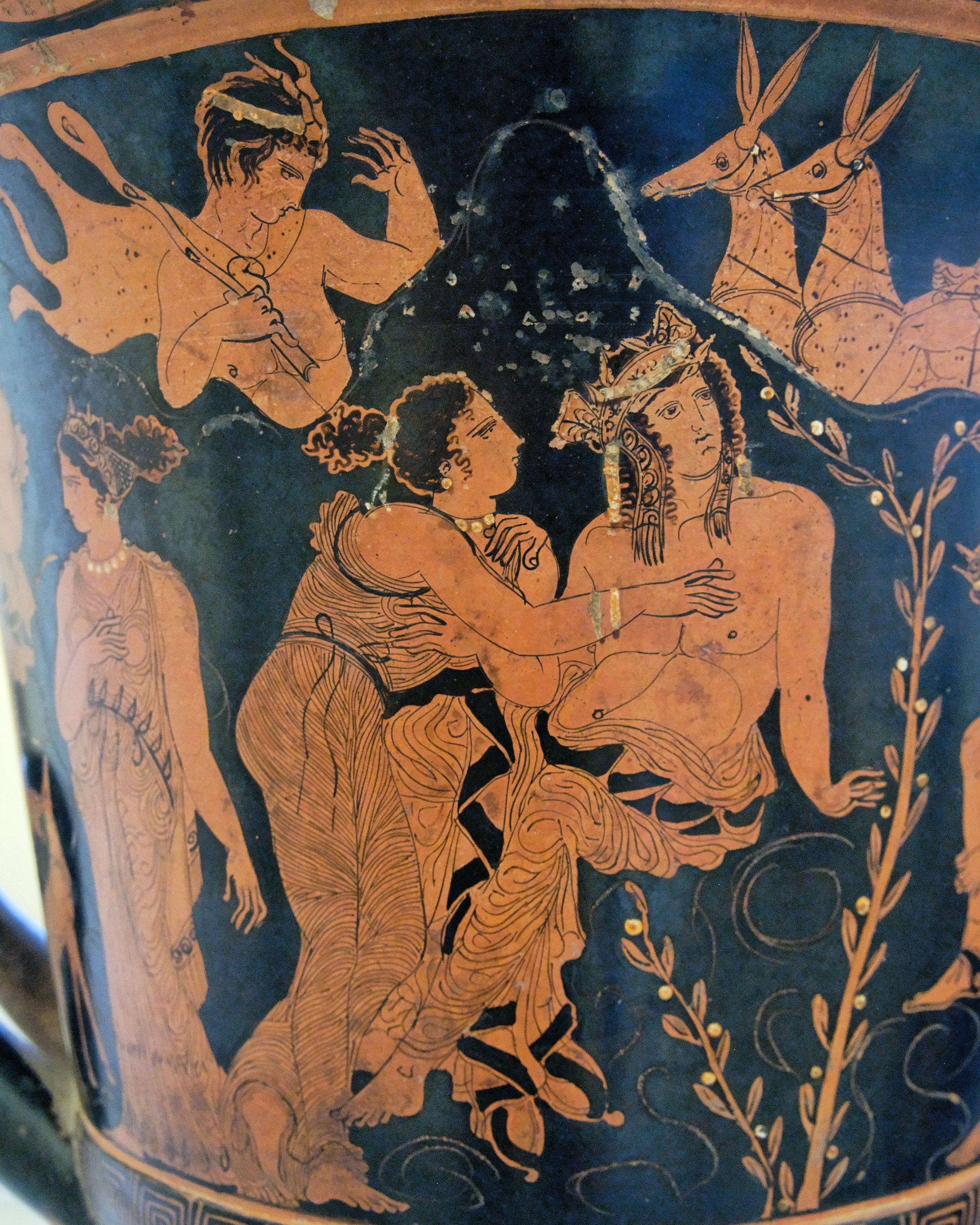
Червонофігурний кратер. «Афродіта і красень Фаон», бл. 410 р. до н.е. Палермо, Реліональний археологічний музей Антоніо Салінаса
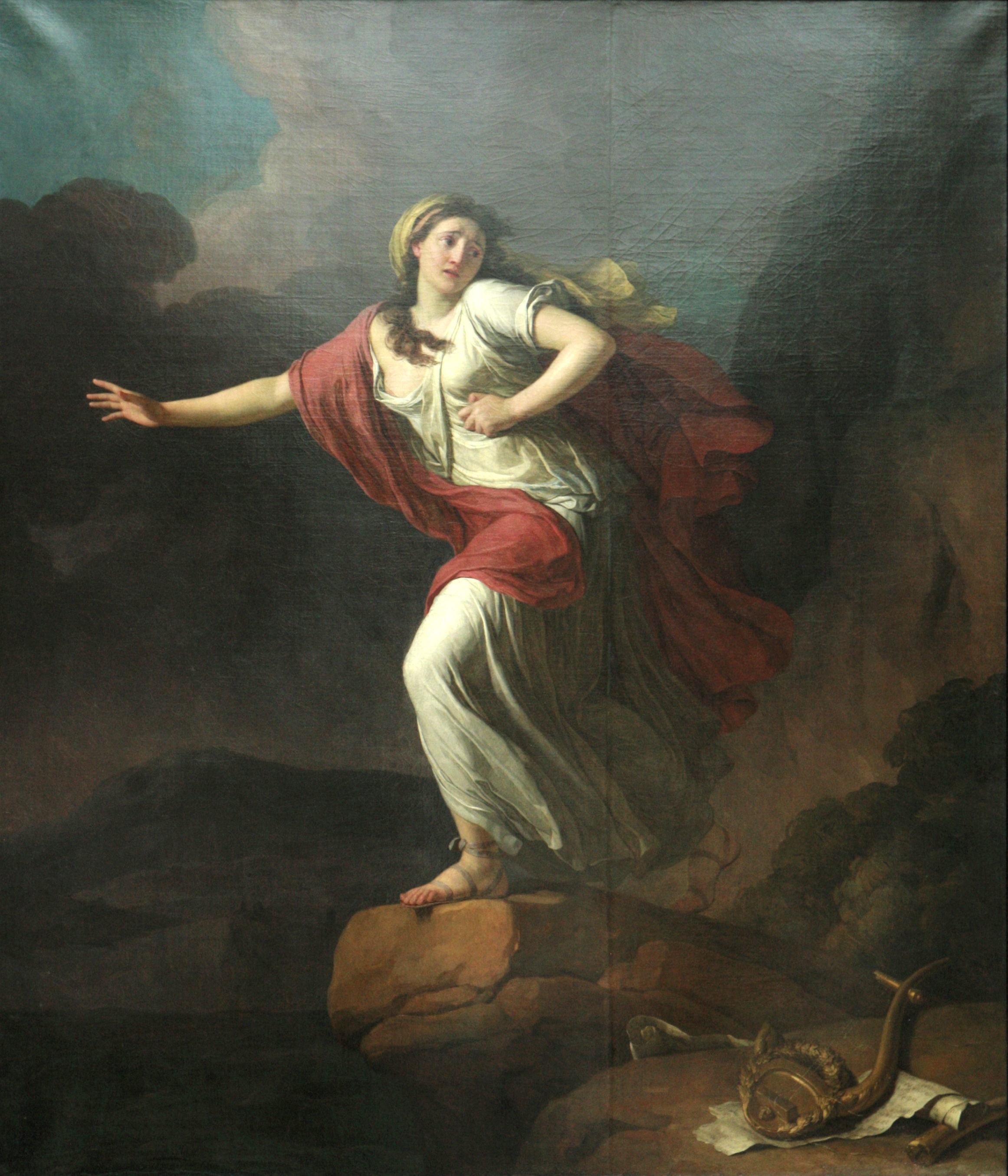
Худ. Жан-Жозеф  Тайлассон. «Самогубство Сафо»